# Sylvan Grove
Sylvan Grove és una població dels Estats Units a l'estat de Kansas. Segons el cens del 2000 tenia 324 habitants.

## Demografia
Segons el cens del 2000, Sylvan Grove tenia 324 habitants, 157 habitatges, i 88 famílies. La densitat de població era de 338,1 habitants/km².
Dels 157 habitatges en un 21,7% hi vivien nens de menys de 18 anys, en un 48,4% hi vivien parelles casades, en un 3,8% dones solteres, i en un 43,9% no eren unitats familiars. En el 40,8% dels habitatges hi vivien persones soles el 24,8% de les quals corresponia a persones de 65 anys o més que vivien soles. El nombre mitjà de persones vivint en cada habitatge era de 2,06 i el nombre mitjà de persones que vivien en cada família era de 2,82.
Per edats la població es repartia de la següent manera: un 21% tenia menys de 18 anys, un 4,9% entre 18 i 24, un 23,1% entre 25 i 44, un 23,5% de 45 a 60 i un 27,5% 65 anys o més.
L'edat mediana era de 46 anys. Per cada 100 dones de 18 o més anys hi havia 98,4 homes.
La renda mediana per habitatge era de 27.188 $ i la renda mediana per família de 36.375 $. Els homes tenien una renda mediana de 20.962 $ mentre que les dones 16.250 $. La renda per capita de la població era de 14.684 $. Entorn del 13,5% de les famílies i el 17,6% de la població estaven per davall del llindar de pobresa.

## Poblacions més properes
El següent diagrama mostra les poblacions més properes.